# Cidariophanes subflavata
Cidariophanes subflavata är en fjärilsart som beskrevs av Paul Dognin 1923. Cidariophanes subflavata ingår i släktet Cidariophanes och familjen mätare. Inga underarter finns listade i Catalogue of Life.